# Puya boyacana
Puya boyacana là một loài thực vật có hoa trong họ Bromeliaceae. Loài này được Cuatrec. miêu tả khoa học đầu tiên năm 1941.